# Avion, Pas-de-Calais

Avion este o comună în departamentul Pas-de-Calais, Franța. În 1 ianuarie 2022 avea o populație de 17.571 de locuitori.